# كول أوف ديوتي: فانغارد
كول أوف ديوتي: فانغارد (بالإنجليزية:  Call of Duty: Vanguard)‏ هي لعبة تصويب منظور الشخص الأول طورتها سلدج همر غيمز ونشرتها أكتيفجن. صدرت اللعبة يوم 5 نوفمبر 2021 وهي متوفرة على مايكروسوفت ويندوز، بلاي ستيشن 4، بلاي ستيشن 5، إكس بوكس ون وإكس بوكس سيريس إكس وسيريس أس، وهي اللعبة الثامنة عشر من سلسلة كول أوف ديوتي.

## إثارة الجدل
يعود وضع الزومبي التعاوني في اللعبة الذي طورته تريارك بالتعاون مع سلج همر غيمز. يُعتبر الوضع امتدادًا لقصة Dark Aether، ويعمل كمقدمة لقصة بلاك أوبس كولد وور. لكن ما أن اجتاحت مواقع التواصل الاجتماعي موجة غضب، خاصة بين أوساط محبي ألعاب الفيديو، بعدما وجدوا صفحات يبدو أنها مقتطعة من القرآن، على أرضية وضعية الزومبي في اللعبة، واستخدم المغردون وسم #No_Call_of_Duty للتعبير عن غضبهم ودعوتهم لمقاطعة اللعبة. وسرعان ما اعتذرت أكتيفجن عن الأمر، عقب استياء واسع وحملات مقاطعة من قبل لاعبين عرب ومسلمين. وقالت الشركة، عبر صفحة اللعبة المخصصة لمنطقة الشرق الأوسط على تويتر، إنها أزالت «المحتوى المسيء»، الذي أُضيف في آخر تحديث للعبة. وأضافت عبر تويتر: «لعبة كول أوف ديوتي صنعت للجميع. كان هناك محتوى وضع بصورة مسيئة للمسلمين بشكل خاطئ الأسبوع الماضي، وتمت إزالته من اللعبة. نحن نعتذر بشدة. كما أننا نتخذ كل الإجراءات اللازمة لتفادي مثل هذه الأخطاء في المستقبل».